# Agersø
Agersø est une île de la Grand Belt au Danemark.

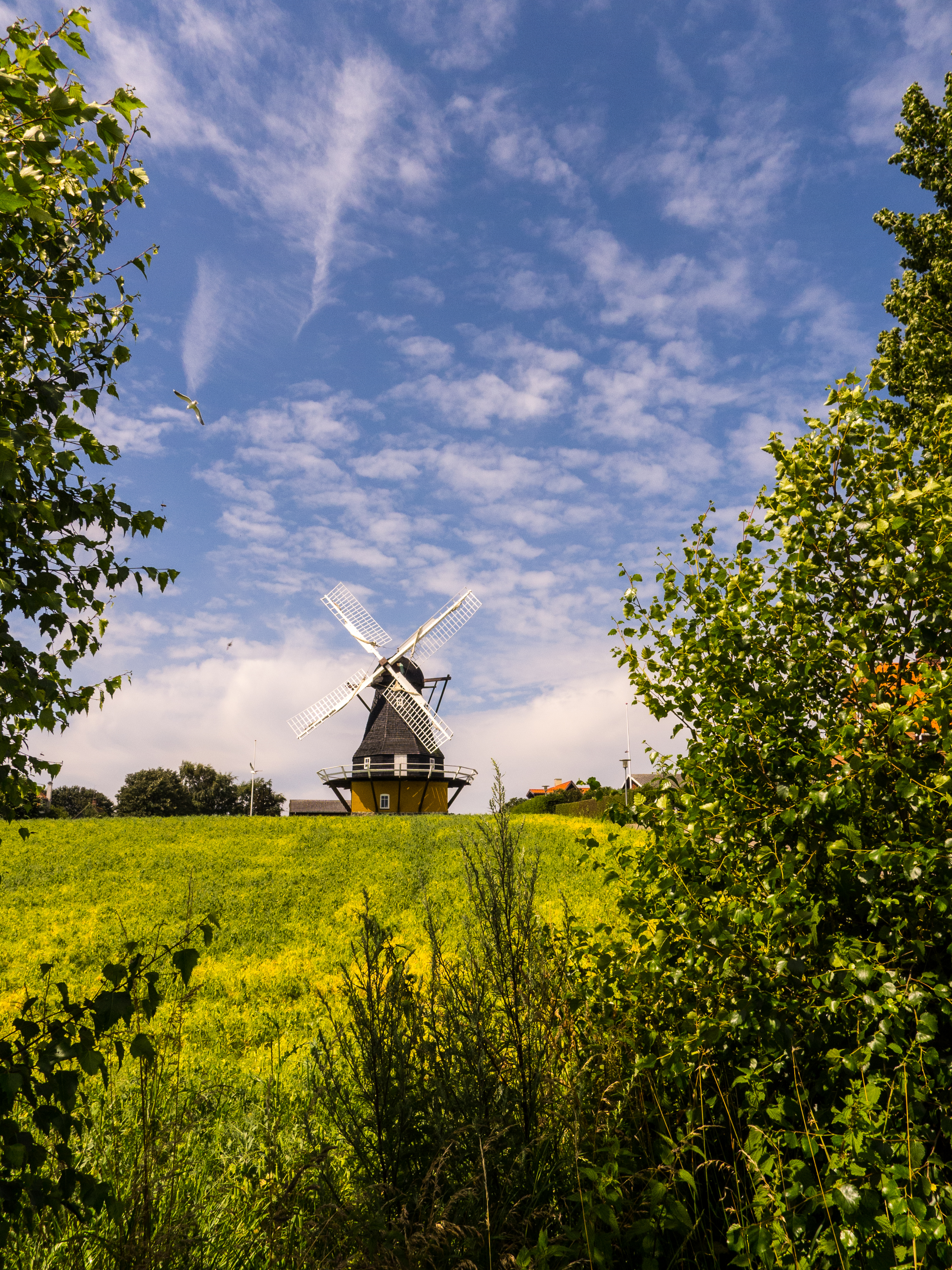
Moulin sur Agersø.